# 高台の家
『高台の家』（たかだいのいえ）は、松本清張の短編小説。「黒の図説」第12話として『週刊朝日』に連載され（1972年11月10日号 - 12月29日号）、1976年5月に短編集『高台の家』収録の表題作として、文藝春秋から刊行された。
1985年にテレビドラマ化されている。

## あらすじ
東京港区・南麻布の高台に、フランス風の大きな屋敷があった。当主の深良英之輔は、先代の財産を受け継ぎ、遊んでいても気楽に暮らせる身の上である。大学講師の山根辰雄は、深良家が所蔵する、西域関係のロシア語文献閲覧のため、英之輔の屋敷を訪問する。英之輔の他、妻の宗子、若くして亡くなった息子の嫁・幸子が山根を迎えた。
不思議なことに、この屋敷のサロンには、20代の青年たちが立ち代わり出入りし、クラシック音楽の流れる中、幸子を交え、機知に富んだ文学談義が交わされていた。大きな黒瞳を持つ幸子はコケットリーめいた魅力を放っていた。それにしても、未亡人の幸子はまだ若いというのに、この青年たちはなぜサロンに招かれているのか。英之輔夫妻は、夫を喪った嫁が青年たちと屋敷内で談笑するのを容認しているのか？訪問が重なるに連れ、山根の疑問は膨らむ。
やがて、あのサロンにいた青年の一人が首吊り自殺を遂げた。続けて深良家を襲う惨劇。深良家に秘められた謎の真実とは何か、そして真犯人はいったい誰なのか？

## テレビドラマ
「松本清張の高台の家」。1985年4月13日、テレビ朝日系列の「土曜ワイド劇場」枠（21:02-22:51）にて放映。視聴率21.4％（ビデオリサーチ調べ、関東地区）。
キャスト
- 深良幸子：片平なぎさ
- 山根辰雄：篠田三郎
- 深良宗子：岡田茉莉子
- 深良英之輔：三國連太郎
- 下塚誠、片岡弘貴、山口嘉三、上田耕一、玉城伸吾、戸川暁子、小甲登枝恵、久保田民絵、伊藤慶子、高橋桂三、岡田吉弘、小谷野肇、久野泰助、吉田照義、福岡康裕、大館光信、池上明治、内田修司、平井一幸、おおびつ和行、金谷広志、稲葉義男、隆大介、稲垣昭三

スタッフ
- 脚本：橋本綾
- 監督：野村孝
- 音楽：坂田晃一
- プロデュース：白崎英介、大久保忠幸
- 制作：テレビ朝日、東映

| テレビ朝日系列 土曜ワイド劇場 | テレビ朝日系列 土曜ワイド劇場    | テレビ朝日系列 土曜ワイド劇場                      |
| 前番組                        | 番組名                           | 次番組                                             |
| ----------------------------- | -------------------------------- | -------------------------------------------------- |
| 獅子座の女 （1985.4.6）       | 松本清張の高台の家 （1985.4.13） | 弁護士・今田一平 私が家政婦を殺した! （1985.4.20） |